# Jack Daniel
Jasper Newton Jack Daniel (Lynchburg, 5 de septiembre de 1849 — ibídem, 9 de octubre de 1911) fue un destilador y hombre de negocios estadounidense, conocido por ser el fundador de la destilería de whisky Jack Daniel's en Tennessee.

## Biografía

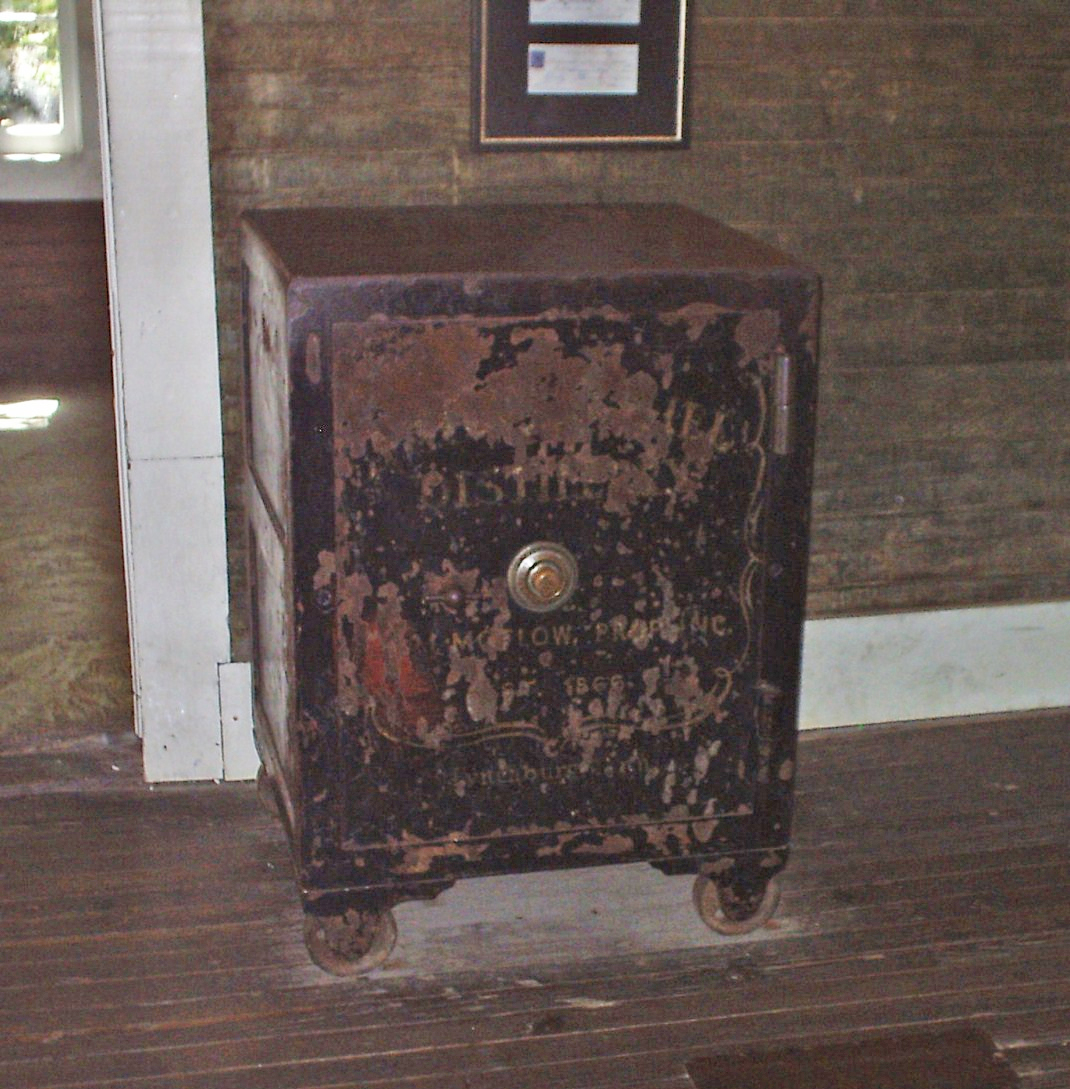
Caja fuerte de Daniel

Daniel fue el menor de los diez hijos nacidos de Calaway y Lucinda Matilda (Cook, apellido de soltera) Daniel. Era de ascendencia escocesa-irlandesa y galesa. Su abuelo, Joseph Job Daniel, nació en Gales, mientras que su abuela, Elizabeth Calaway, nació en Escocia. Sus abuelos paternos emigraron a los Estados Unidos a finales del siglo XVIII.
La fecha de nacimiento de Daniel es desconocida. Según una fuente, nació en enero de 1849, cerca de Lynchburg, Tennessee. Un incendio en la ciudad había destruido los registros, su madre murió poco después de su nacimiento, probablemente debido a complicaciones del parto, fechas conflictivas en sus lápidas y las de su madre han dejado la fecha de nacimiento de Daniel en cuestión. El 26 de junio de 1851, su padre se volvió a casar y tuvo otros tres hijos con Matilda Vanzant.
Daniel fue adoctrinado en la iglesia bautista primitiva. La compañía que ahora posee la destilería afirma que Jack Daniel's obtuvo su primera licencia en 1866. Sin embargo, en la biografía de 2004 Blood & Whiskey: The Life and Times de Jack Daniel, el autor Peter Krass sostiene que los registros de tierras y escrituras muestran que la destilería realmente no se fundó hasta 1875.
Según las historias de la compañía, en algún momento de la década de 1850, cuando Daniel era niño, fue a trabajar para un predicador, tendero y destilador llamado Dan Call. El predicador, según las historias, era un hombre ocupado, y cuando vio al joven Jack, le enseñó a manejar su whisky. Sin embargo, el 25 de junio de 2016, The New York Times opinó sobre la posibilidad (sin comprobar) de que Daniel no aprendió la destilación de Call, sino de un hombre llamado Nearest Green (escrito incorrectamente como "Nearis" en el censo de 1880) uno de esclavos de Call, ese mismo hombre después de la guerra civil americana fue contratado por Jack como maestro destilero.
Daniel nunca se casó ni tuvo hijos. Sin embargo, tomó a sus numerosos sobrinos bajo su tutela, uno de los cuales era Lem Motlow. 
 Motlow, hijo de la hermana de Jack, Finetta, era hábil con los números y pronto se ocuparía de toda la contabilidad de la destilería.
En 1907, debido a problemas de salud, Daniel entregó la destilería a Motlow y otro de sus sobrinos. Motlow pronto compró la otra parte y pasó a operar la destilería durante unos 40 años (interrumpió entre 1942 y 1946 cuando el gobierno de los Estados Unidos prohibió la fabricación de whisky debido a la Segunda Guerra Mundial). Motlow murió en 1947.
Daniel murió de sepsis en su natal Lynchburg, el 10 de octubre de 1911. Una historia muy contada es que la infección comenzó en un dedo del pie, que Daniel se lesionó una mañana en el trabajo pateando su caja fuerte con ira cuando no pudo abrirla (se dijo que siempre tuvo problemas para recordar la combinación). Sin embargo, el biógrafo moderno de Daniel ha afirmado que la historia no es cierta.